# Кризисный комитет Руанды
Кризисный комитет Руанды (руанда Komite ishinzwe ibibazo, фр. Comite de crise, англ. Crisis Committee) был сформирован вечером 6 апреля 1994, после убийства Жювеналя Хабьяриманы и Сиприена Нтарьямиры. Это был главный орган власти хуту в Руанде, который координировал и командовал геноцидом тутси 1994 года.

## История

### Убийство Хабьяриманы
6 апреля 1994 года президенты Руанды и Бурунди Жювеналь Хабьяримана и Сиприен Нтарьямира были убиты выстрелами из ПЗРК в самолёт, в котором они летели. Кто именно сбил самолёт неизвестно до сих пор, существуют разные версии на этот счёт.
Хуту обвинили в убийстве тутси, через несколько часов начались их массовые убийства, что положило начало геноцида.

### Формирование
К вечеру 6 апреля, военные захватили власть и провозгласили создание комитета. Главой был избран полковник Теонесте Багосора, несмотря на его формальное увольнение с должности в январе 1994 года.
Комитет отказался признать полномочия премьер-министра Агаты Увилингийиманы, которая, согласно Руандийской конституции должна была стать президентом страны. Через несколько часов после создания комитета она была убита. Помимо неё, были убиты глава Конституционного суда Жозеф Каваруганда и ряд министров.

### Наступление РПФ
7 апреля лидер Руандийского патриотического фронта Поль Кагаме заявил о том, что не будет соблюдать заключённое в августе 1993 года перемирие, в связи с массовыми убийствами. РПФ перешёл в наступление, которое началось с севера страны.
К концу месяца вся граница с Танзанией уже контролировалась РПФ, было принято решение наступление из Кибунго на запад. Бойцы практически не встречали сопротивления, кроме боёв в Кигали и Рухенгери.
К июню город Гитарама (ныне: Муханга), где находилась штаб-квартира комитета пал, численность фронта продолжала пополняться, за счёт выживших в геноциде тутси.

### Прекращение геноцида
4 июля РПФ взяли Кигали, через 2 недели сдались оставшиеся районы на северо-западе страны, геноцид прекратился. К тому времени, все члены комитета уже находились в бегах, скрывавшись в соседних странах.

## Члены
- Теонесте Багосора
- Огюстен Бизимана
- Алоис Нтабакузе
- Протаис Мпиранья

Финансированием комитета занимался бизнесмен Фелисьен Кабуга.

## Уголовное преследование
Огюстен Бизимана и Протаис Мпиранья ответственность не понесли, поскольку вплоть до своей кончины скрывались от правосудия.
Бизимана считался беглецом до мая 2020 года, пока его тело не было обнаружено в ДР Конго. ДНК-тесты проведённые позднее показали, что он умер в августе 2000 года.
Протаис Мпиранья умер 5 октября 2006 года.
Однако, Теонест Багосора и Алоис Нтабакузе предстали перед Международным трибунале по Руанде, по обвинению в геноциде, военных преступлениях и преступлениях против человечества, который был учреждён Советом Безопасности ООН 8 ноября 1994.

### Трибунал
Багосора был арестован 9 марта 1996 года в Камеруне, позднее передан трибуналу для проведения процесса.
Алоис Нтабакуза был также задержан впоследствии.
2 апреля 2002 года над ними начался судебный процесс в МТР, помимо них подсудимыми также были офицеры Гратьен Кабилиги и Анатоль Нсемгиумва. Он продлился более 6 лет и завершился 18 декабря 2008, все обвиняемые были приговорены к пожизненному заключению. Однако, по итогу апелляции приговор Алоису Нтабакузе был заменён на 35 лет заключения.
Главный спонсор комитета Фелисьен Кабуга был арестован во Франции 16 мая 2020 года, после двадцати пяти лет иммиграции. В сентябре того же года он был передан в Международный остаточный механизм для уголовных трибуналов, поскольку МТР был упразднён в 2015 году.
Судебный процесс над Кабугой начался в сентябре 2022, однако с марта 2023 года был остановлен, поскольку он не может нести ответственность в виду психического заболевания.